# Mehrfachbindung
Eine Mehrfachbindung ist in der Chemie eine Elektronenpaarbindung, bei der zwei Atome nicht nur durch ein Elektronenpaar verbunden sind, sondern durch mehrere. Man unterscheidet zwischen:

- Doppelbindung
- Dreifachbindung
- Vierfachbindung
- Fünffachbindung
- Sechsfachbindung

In der organischen Chemie kann man Verbindungen mit mindestens zwei Mehrfachbindungen auch wie folgt einteilen:
- isolierte Mehrfachbindungen, z. B. isolierte Doppelbindungen
- konjugierte Mehrfachbindungen, z. B. konjugierte Doppelbindungen

- kumulierte Mehrfachbindungen, z. B. kumulierte Doppelbindungen

In Stoffen mit delokalisierten π- oder δ-Bindungen können auch gebrochene Bindungsordnungen vorliegen. Bekannte Beispiele  sind Benzol oder Graphit mit Bindungsordnungen von 1 1/2 bzw. 1 1/3.